# Dianthidium ulkei
Dianthidium ulkei är en biart som först beskrevs av Cresson 1878. Den ingår i släktet Dianthidium och familjen buksamlarbin.

## Underarter
Arten delas in i följande underarter:
- D. u. cooleyi
- D. u. perterritum
- D. u. ulkei

## Beskrivning
Nominatunderarten (D. u. ulkei) har gula markeringar på svart botten, på tergiterna i form av avbrutna band. Även 
munskölden är vanligen gul. Det är stor variation på färgteckningen, speciellt hos honorna. Vanligtvis är skenbenens utsidor klargula. Vissa individer är emellertid nästan helt svarta både på skenbenen och tergit 6, samt med endast litet gult på tergit 1. De gula markeringarna tenderar att öka mot södra delen av utbredningsområdet. Underarten D. u. perterritum känns igen på att markeringarna är vita till krämfärgade i stället för gula, och D. u. cooleyi påminner om D. u. ulkei, men har rödbruna ben.

## Ekologi
Dianthidium ulkei flyger under sommaren och hämtar näring från flera olika växtfamiljer, som oleanderväxter, korgblommiga växter, strävbladiga växter, ärtväxter, kransblommiga växter och slideväxter.

### Fortplantning
Arten är ett solitärt bi, det vill säga det är icke samhällsbildande, utan varje hona sörjer själv för sin avkomma. Hon bygger sitt bo antingen i existerande håligheter i marken, som naturliga utrymmen eller övergivna insektsbon, i konstgjorda bon byggda för att locka pollinatörer, ihåliga växtstjälkar eller öppet, i sprickor i träd och liknande. Larvcellerna är robusta och vattentäta, konstruerade av kåda, antingen enbart eller med inblandning av grus..

## Utbredning
Utbredningsområdet omfattar västra Nordamerika från British Columbia i Kanada över Washington, Oregon, Idaho, Montana, North Dakota, South Dakota, Kalifornien, Nevada, Utah, Colorado, Nebraska och Arizona i USA till Sonora och Chihuahua i Mexiko. Underarten D. u. perterritum förekommer framför allt i sydvästra USA.